# Ygeltjärnen (Fors socken, Jämtland, 698814-154072)
Ygeltjärnen är en sjö i Ragunda kommun i Jämtland och ingår i Indalsälvens huvudavrinningsområde.